# محمل (طب)
المُحْمَل أو مَحْصولُ الحَمْل(Conceptus) هو الجنين وملحقاته والأغشية المرتبطة والمشيمة والحبل السري؛ وهو ناتج الحمل في أي وقت بين الإخصاب والولادة. يشمل المفهوم جميع الهياكل التي تتطور من البويضة الملقحة، سواء الجنينية أو خارج الجنينية.
بمعنى آخر، إلى جانب الجنين، يشمل أيضًا الجزء الجنيني من المشيمة والأغشية المرتبطة به، وهي السلى والكيس المشيمي والكيس السري (الكيس المحي أو المحي).